# 法藏

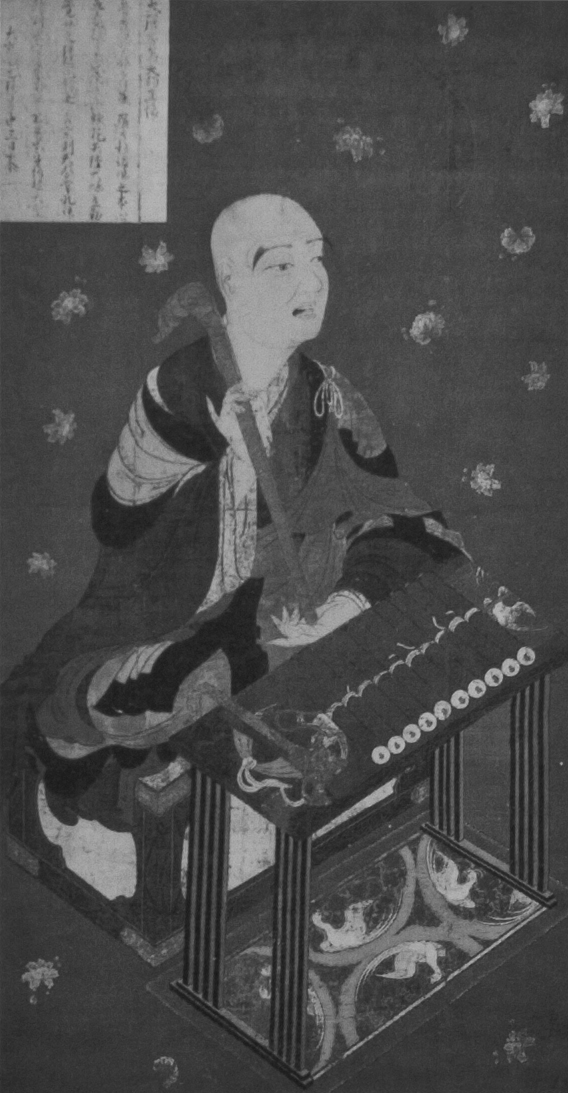
賢首法藏像，日本畫作。

賢首法藏（643年—712年），俗姓康氏，祖先為康居人，唐朝僧人，又称贤首国师，华严宗三祖。

## 生平
法藏生于长安。风度奇正，智慧超群。十七岁入太白山求法。初应名僧义学之选，从玄奘法师译经。后以见识相异，退出译场，经智俨云华寺讲授《华严经》，为智俨所赞赏并收为门徒。
高宗总章元年（公元668年），智俨圆寂前付托其于弟子道成、薄尘，请授菩萨戒，讲《华严经》兼讲《梵网经》。
高宗咸亨元年（公元670年），武则天为树福田，度僧，并把住宅施舍作太原寺。于是道成、薄尘等京城耆德连状荐举，度法藏为僧，并且令隶属太原寺。此时法藏只受了沙弥戒，奉诏在太原寺讲授《华严经》。後居云华寺，武则天命京城十大德为授具足戒，并赐《华严经》中贤首菩萨之名，一般称为贤首国师。自此，法藏频繁参于翻译、广事讲说和著述。他受命进宫讲华严经，以善喻、擅辩得皇帝宠信，可以参与政事，获三品官厚赏。获得皇帝门师地位，声势显赫。
武后圣历二年（公元699年），法藏重译的《华严经》，诏令法藏在洛阳佛授记寺宣讲。前後讲新旧《华严经》三十余遍。唐中宗、唐睿宗都礼请他作菩萨戒师。
唐玄宗先天元年歲次壬子（712年），法藏圆寂于长安大荐福寺。世壽七十，僧臘四十三。追赠鸿胪卿。葬在神和原華嚴寺的南边，秘书少监阎朝隐为作碑文，概述法藏一生行化，即现存“大唐大荐福寺故大德康藏法师之碑”。智俨所创教相和观行的新说，得到法藏详尽的发挥，才使一宗的教观建立周备。故曰，法藏是华严宗的实际创立者，世称他为华严宗三祖。中宗为其建华严寺等五所，与天台宗并驾齐驱。

## 主要思想
法藏继承了智俨的法界缘起思想，用缘起因分、性海果分二门阐明宇宙万法的实相。性海果分就是诸佛的境界。缘起，就是法界缘起，其相状为无尽圆融。宇宙万法，有为无为，色心依正，过去未来，通通互为因果。因此，一法为因，万法为果；万法为因，一法为果。自它互为能、所缘起，相资相待，圆融无碍。所谓一即一切，一切即一；举一尽收，以一尘为主诸法尽伴；相即相入，重重无尽。
法藏将自己的华严思想分为四门：三性同义、缘起因门六义、十玄缘起无碍、六相圆融。

### 三性
三性是《摄大乘论》中所讲的遍计所执性、依他起性和圆成实性，也是唯识宗的一个基本理论。法藏立本三性和末三性，圆成实性的本末二义是不变和随缘，依他起性是无性和似有，遍计所执是理无、情有。那么本三性是不变、无性、理无三义，末三性是随缘、似有、情有。，都是强调现象背后的本体，因而是同一无别的。末三性则是“不动本而常末”。都是在强调本体的前提下由本体所显的现象，也是同一无别的。本三性为真，末三性为妄，相互之间也是融通一际的，“真该妄末，妄彻真源，性相通融，无障无碍”。如果从总的方面看，三性也是融合的，“总说者，三性一际，举一全收，真妄互融，性无障碍”。

### 因门六义
因门六义是说明现象之间复杂的融合关系的，法藏从体之空有，力用之有无，缘之待与不待三方面分析事物之“因”，再结合《摄大乘论》中的六义——刹那灭、果俱有、待众缘、性决定、引自果、恒随转——进行分析，而得出因门六义。
1. 按“刹那灭”而有“空、有力、不待缘”义。刹那灭指种子才生就灭。由于刹那灭，种子无自性，是体之空；种子灭而现行（诸法现象）生，因而是有力；种子谢灭和生起现行，不需要任何条件，是不待缘。
2. 按“果俱有”而有“空、有力、待缘”义。果俱有指种子生果，而果俱存。从种子对现行的依赖性，与现行俱存而有的特性看，是体之空，“俱有故方有，即显是不有，是空义也”。因果相依而成有，是有力；能生起果，但这种生果需要相依的条件性，是待缘。
3. 按“待众缘”而有“空、无力、待缘”义。待众缘是讲种子生现行，需要许多条件。由这种条件性，是体之空；没有条件就不能生果，是无力；这条件性本身说明了是待缘的。
4. 按“性决定”而有“有、有力、不待缘”义。性决定是讲种子的本性是决定不变的。这种本性的不变性，是体之有；能够不改自性而生果，因而是有力；本性不改，不因任何条件而改变，是不待缘。
5. 按“引自果”而有“有、有力、待缘”义。引自果是讲种子只能引起自类的现行。能引起自类的现行，是体之有；能够生现行，是有力；但是需要条件而生，是待缘。
6. 按“恒随转”而有“有、无力、待缘”义。恒随转是讲种子永远随藏识而存在，因此，是体之有；也因为依赖于藏识，不能违缘，自身无力用，也是待缘。因门六义体现出的融合关系，“由空、有义故，有相即门也；由有力、无力义故，有相入门也；由待缘、不待缘义故，有同体、异体门也”。

### 十玄门
十玄门是讲万法之间十种玄妙的融合关系。
法藏以教义、现事、解行、因果、人法、分齐境位、师弟法智、主伴依正、随示根欲示现和逆顺体用自在十门来说明无尽缘起义，又以十玄门来进一步说明这十门，即是：同时具足相应门、一多相容不同门、诸法相即自在门、因陀罗网境界门、微细相容安立门、秘密隐显俱成门、诸藏纯杂具德门、十世隔法异成门、唯心回转善成门和托事显法生解门。
这十玄来自智俨而又与其观点稍异，智俨的十玄门被称为“古十玄”，而法藏的为“新十玄”。

### 六相圆融
六相圆融从总别、同异、成坏六个概念来讨论融合关系，总相是事法由部分而构成的总体，别相是总体中包含的各各差别的部分，同相指不同组成部分互相结合，构成整体，异相是同一整体中各个部分的特殊性或差别性，成相是缘起法由各部分构成，坏相是各部分各住自性而不动。从事物的全体与部分、同一与差别、生成与坏灭来讨论同即异、异即同，总即别、别即总，成即坏、坏即成这样的融合关系。
本质上可归纳为理事无碍和周遍含容。理事无碍的主要精神是事法举体全理，真性之理举体全事，由此而相即、相夺，等等。法藏作十门分析，每门又分十层。事融相摄，法藏作相在、相是二层分析，一在一切中，一切在一中；一即是一切，一切即是一。

### 其他观点
法藏的思想还包括摄境归心真空观、从心现境妙有观、心境秘密圆融观、智身影现众缘观、多身入一境像观和主伴互现帝网观。针对窥基的五重唯识观，法藏提出十重唯识观。这十重唯识观是：相见俱存唯识、摄相归见唯识、摄数归王唯识、以本归末唯识、摄相归性唯识、转真成事唯识、理事俱融唯识、融事相入唯识、全事相即唯识和帝网无碍唯识。

## 法嗣

### 師承
- 智儼

## 弟子
法藏的门下众多，其中知名的有宏观、文超、智光、宗一、慧苑、慧英六人。

## 著作
法藏的著述，约百余卷，现存的有：
- 華嚴部
  - 《華嚴探玄記》
  - 《華嚴一乘教義分齊章》(又稱《華嚴五教章》）
  - 《華嚴經文義綱目》
  - 《華嚴經旨歸》
  - 《華嚴策林》
  - 《華嚴經義海百門》
  - 《華嚴金師子章》
  - 《華嚴經明法品內立三寶章》（又稱《華嚴雜章門》）
  - 《華嚴經傳記》五卷（門人慧苑、惠英等續成）

- 如來藏緣起部[19]
  - 《入楞伽心玄義》
  - 《大乘密嚴經疏》
  - 《大乘起信論義記》
  - 《大乘起信論義記別記》
  - 《大乘法界無差別論疏》

- 雜疏部
  - 《般若波羅蜜多心經略疏》
  - 《十二門論宗致義記》
  - 《梵網經菩薩戒本疏》

- 止觀部
  - 《華嚴遊心法界記》（與《華嚴五教止觀》關係密切）
  - 《華嚴三昧章》（或題為《華嚴發菩提心章》，含有《華嚴法界觀門》之內容）
  - 《妄盡還源觀》
  - 《華嚴經普賢觀行法門》

已佚的有《新華嚴經序注》一卷，《新華嚴經略疏》十二卷，《華藏世界觀》一卷、《法華經疏》等等。
《五教章通路記》載《華嚴經關脈義記》法藏作，《新譯華嚴經七處九會頌釋章》則說新羅元曉法師作《華嚴關脈義》。《華嚴經問答》與智通的《錐洞記》相似，現代學者認為該問答其實是新羅僧人智通記錄義湘講解華嚴經的講義，而非法藏所作。

## 外部連結
- 华严三祖法藏法师
- 法藏大师 （页面存档备份，存于）
- 廖明活：〈法藏的種性觀 （页面存档备份，存于）〉。